# Osorno (sopka)
Osorno je činný vulkán ve středo-jižní části Chile, v Patagonských Andách. Symetrický kužel vulkánu se nachází na východním břehu jezera Llanquihue.
Osorno leží na jihu tzv. Chilského podélného údolí, jihovýchodně od stejnojmenného města Osorno. Východně od vulkánu se nachází vyhaslý vulkán Cerro Tronador (3 491 m) a za ním, na území Argentiny, známé jezero Nahuel Huapi. Vrchol Osorna je zaledněn. Poslední výbuch proběhl v roce 1869.